# Інглсайд-он-те-Бей (Техас)
Інглсайд-он-те-Бей (англ. Ingleside on the Bay) — місто (англ. city) в США, в окрузі Сан-Патрисіо штату Техас. Населення — 614 особи (2020).

## Географія
Інглсайд-он-те-Бей розташований за координатами 27°49′47″ пн. ш. 97°13′17″ зх. д. / 27.82972° пн. ш. 97.22139° зх. д. (27.829833, -97.221324).  За даними Бюро перепису населення США в 2010 році місто мало площу 0,79 км², з яких 0,76 км² — суходіл та 0,04 км² — водойми.

## Демографія
Згідно з переписом 2010 року, у місті мешкало 615 осіб у 246 домогосподарствах у складі 182 родин. Густота населення становила 775 осіб/км².  Було 334 помешкання (421/км²).
Расовий склад населення:
| - 91,9 % — білих - 1,6 % — чорних або афроамериканців - 0,8 % — корінних американців - 0,3 % — азіатів - 3,6 % — осіб інших рас |

До двох чи більше рас належало 1,8 %. Частка іспаномовних становила 17,2 % від усіх жителів.
За віковим діапазоном населення розподілялося таким чином: 18,2 % — особи молодші 18 років, 60,2 % — особи у віці 18—64 років, 21,6 % — особи у віці 65 років та старші. Медіана віку мешканця становила 49,5 року. На 100 осіб жіночої статі у місті припадало 111,3 чоловіків;  на 100 жінок у віці від 18 років та старших — 107,9 чоловіків також старших 18 років.
Середній дохід на одне домашнє господарство  становив 81 120 доларів США (медіана — 61 250), а середній дохід на одну сім'ю — 87 929 доларів (медіана — 62 375). За межею бідності перебувало 4,2 % осіб, у тому числі 0,0 % дітей у віці до 18 років та 5,8 % осіб у віці 65 років та старших.
Цивільне працевлаштоване населення становило 209 осіб. Основні галузі зайнятості: виробництво — 20,6 %, освіта, охорона здоров'я та соціальна допомога — 17,7 %, публічна адміністрація — 11,0 %, будівництво — 9,1 %.